# Asesinato de James A. Garfield

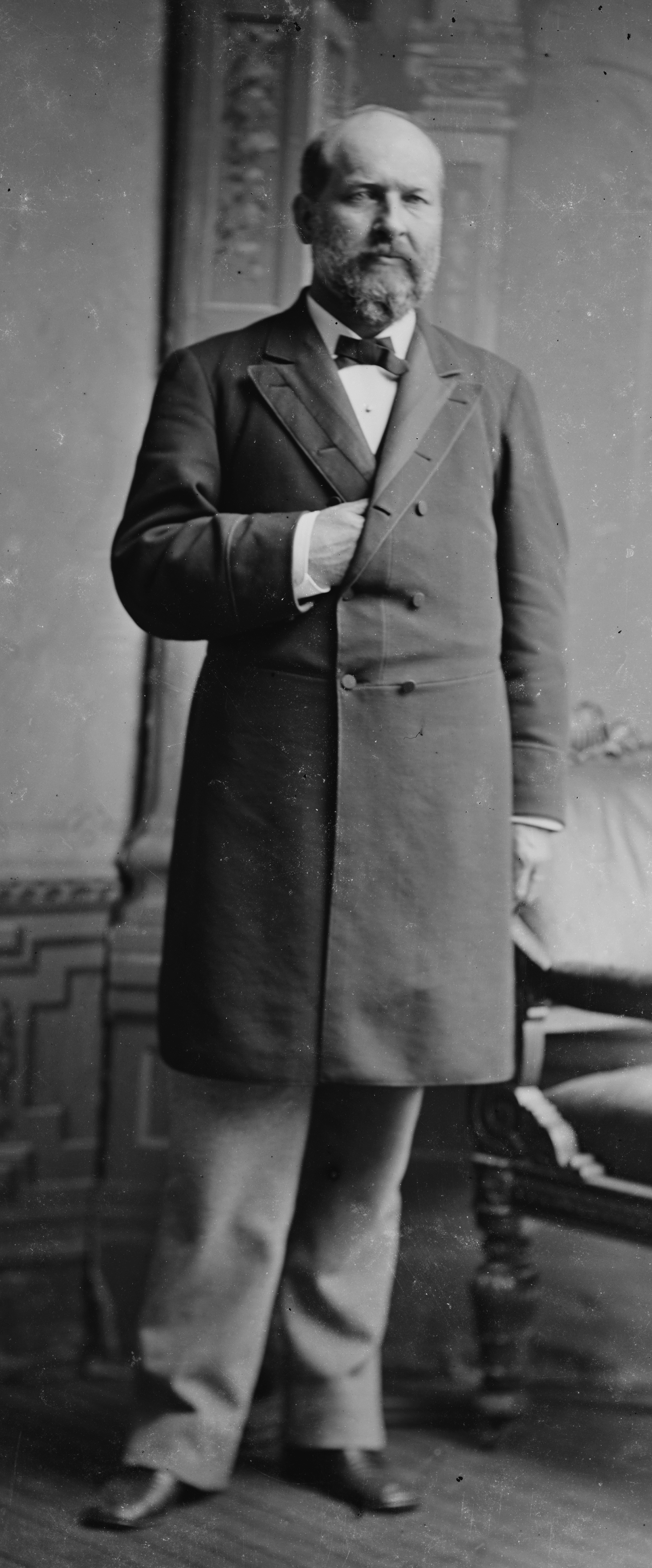
James A. Garfield

James A. Garfield, el vigésimo presidente de los Estados Unidos, fue tiroteado en la Baltimore and Potomac Railroad Station en Washington D. C., a las 9:30 a. m. del sábado 2 de julio de 1881. Murió luego en la localidad de Elberon, Nueva Jersey, 79 días luego del atentado el 19 de septiembre de 1881. El disparo ocurrió menos de cuatro meses luego de que iniciara su periodo presidencial. El asesino de Garfield fue Charles J. Guiteau, cuyo motivo era la venganza contra Garfield por una deuda política que él mismo imaginó, y causó que Chester A. Arthur asumiera la presidencia del país. Guiteau fue apresado por el asesinato del presidente y ejecutado en la horca un año después del hecho.

## Asesinato

### Antecedentes
Charles Guiteau se dedicó a la política luego de no obtener éxito en distintas actividades incluyendo la teología, abogacía, recaudación de impuestos y pasar una temporada en la utópica Comunidad de Oneida. El expresidente Ulysses S. Grant fue el primer candidato en la nominación presidencial del partido republicano para las elecciones de 1880 y estaba a apoyado por la facción Stalwarts. Guiteau decidió posicionarse como Stalwart y partidario de Grant, por lo que escribió un discurso llamado "Grant contra Hancock".
Cuando Grant perdió la nominación inesperadamente ante James Garfield, que no estaba afiliado ni con los Stalwarts o sus rivales los Half-Breeds (en español: mestizos), Guiteau corrigió su discurso y lo tituló "Garfield against Hancock" y trató de inscribirse como miembro de la campaña de la candidatura republicana. Nunca pronunció su discurso públicamente pero lo hizo imprimir (y no pagó el servicio) y distribuyó varios cientos de copias. El discurso era ineficaz incluso en forma escrita. Entre otros problemas, Guiteau había hecho un esfuerzo apurado e incompleto para remplazar las referencias a Grant con referencias a Garfield. El resultado fue que parecía que Guiteau le daba a Garfield créditos por logros que originalmente se habían atribuido a Grant. Aun así, él se convenció de que su discurso era en gran parte responsable de la ajustada victoria de Garfield sobre el candidato demócrata Winfield Scott Hancock. Guiteau creyó que merecía ser premiado con un puesto diplomático por su supuesta asistencia vital, pidiendo primero un consulado en Viena, luego expresando su voluntad de aceptar uno en París. Anduvo por las oficinas del partido republicano en Nueva York durante el invierno de 1880–1881, esperando la recompensa por su discurso sin obtener éxito.

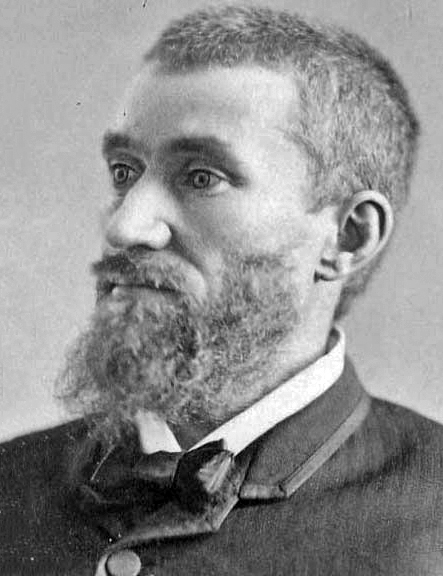
Charles J. Guiteau, el asesino de Garfield

Guiteau llegó a Washington D. C. el 5 de marzo de 1881, el día después de la investidura presidencial de James Garfield, aún creyendo que sería recompensado. Logró entrar a la Casa Blanca y vio al presidente el 8 de marzo de 1881, dejándole una copia de su discurso como un recordatorio del trabajo de campaña que había hecho en beneficio de Garfield. Guiteau pasó los siguientes dos meses recorriendo los alrededores de Washington, quedándose en casas de huéspedes y huyendo de ellas sin pagar por sus alimentos y alojamiento. Pasó sus días merodeando lobbies de hotel para leer antiguos periódicos y usando la papelería de los hoteles para escribir cartas a aquellos que pensaba que podían ayudarlo a obtener un nombramiento de parte de Garfield. Además, pasó tiempo yendo y volviendo del Departamento de Estado y la Casa Blanca y acercándose a varios miembros del gabinete e importantes miembros del partido republicano para presionar por su pedido sin obtener éxito. Guiteau cayó en la indigencia y el descuido debido a que usaba la misma ropa todos los días, y tenía que caminar a través de la fría y nevosa ciudad sin abrigo, sombrero, guantes o botas. El 13 de mayo de 1881, se le prohibió la entrada a la sala de espera de la Casa Blanca. El día siguiente, se encontró al Secretario de Estado James G. Blaine, quien le dijo que "nunca más en su vida volviera a hablarle de nuevo sobre el consulado en París".
La familia de Guiteau lo habían dado por loco en 1875 e intentaron internarlo pero se escapó. Ahora su manía tornó a la violencia y decidió que había sido ordenado por un poder más alto a matar al presidente. Luego diría: "Dios será quien me justifique".

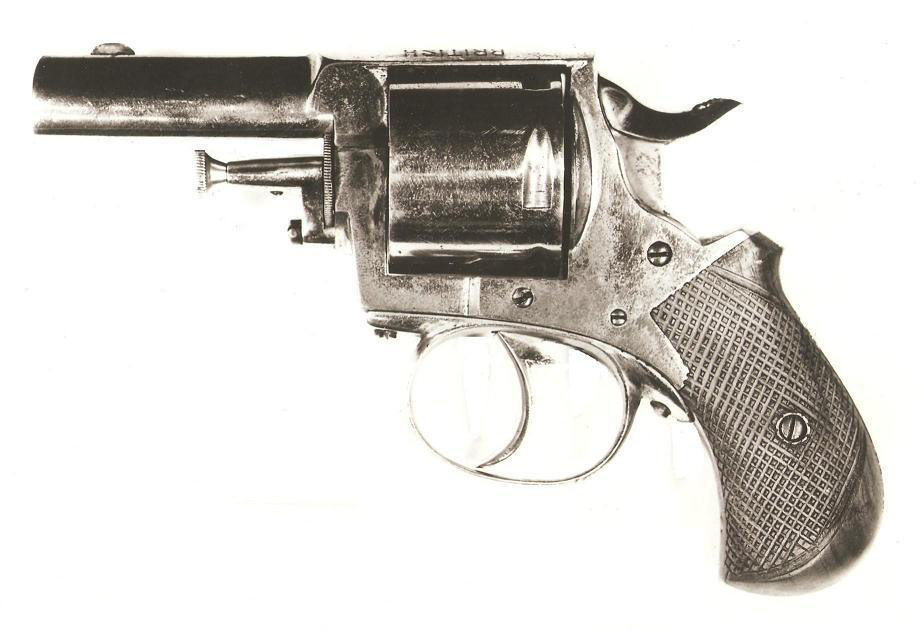
El revólver Bulldog Británico que Guiteau utilizó para disparar a Garfield

Guiteau se prestó $15 (474 dólares en la actualidad) de George Maynard, un pariente político, y luego se compró un revólver. Guiteau conocía poco sobre armas de fuego, pero creyó que necesitaría una pistola de gran calibre. La tienda de O'Meara en Washington proveyó una opción entre dos versiones del revólver Bull Dog Británico de calibre .442 Webley, una con una empuñadura de madera y otra con una empuñadura de marfil. Prefirió la de marfil porque pensó que se vería mejor como pieza de museo luego del asesinato, pero no pudo pagar el dólar extra, así que el dueño de la tienda le hizo una rebaja. El revólver fue recuperado y mostrado en el Instituto Smithsoniano a inicios del siglo XX, pero luego se perdió. Guiteau pasó las siguientes semanas espiando a Garfield y practicando su puntería, el retroceso del revólver casi lo noqueó la primera vez que lo disparó. Escribió una carta a Garfield, diciendo que debía despedir a Blaine o "Usted y el partido republicano sufrirían". La carta fue ignorada, así como toda la correspondencia que Guiteau envió a la Casa Blanca.
Guiteau continuó preparándose cuidadosamente; escribió una carta a William Tecumseh Sherman, el comandante general del Ejército, pidiendo protección de la muchedumbre que él asumió que se formaría luego de que abriese fuego contra el presidente, y escribió otras cartas justificando su acción como necesaria para curar la discordia entre las facciones del partido republicano. Fue a la cárcel del Distrito de Columbia para pedir un tour por las instalaciones donde esperaba ser encarcelado, pero se le dijo que no regresara nunca más. Pasó todo el mes de junio siguiendo a Garfield alrededor de Washington. En una ocasión, Guiteau siguió a Garfield hasta la estación del tren mientras veía a su esposa, la primera dama Lucretia Garfield, hasta un complejo de playas en Long Branch, Nueva Jersey. Decidió no disparar al presidente entonces ya que se sabía que Lucretia tenía salud delicada y no quería molestarla.

### Atentado

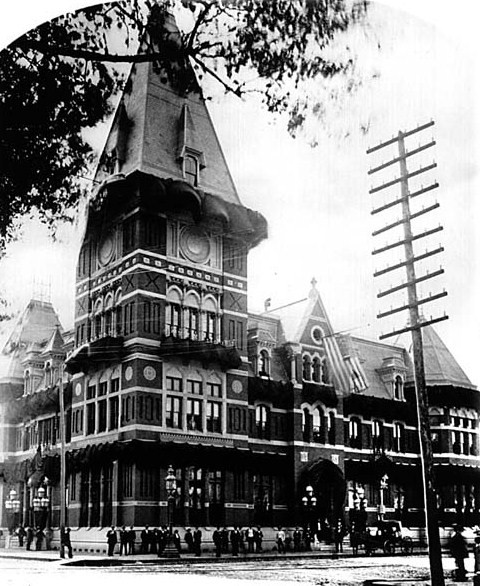
Baltimore and Potomac Railroad Station, Washington D. C., donde fue asesinado el presidente Garfield el 2 de julio de 1881

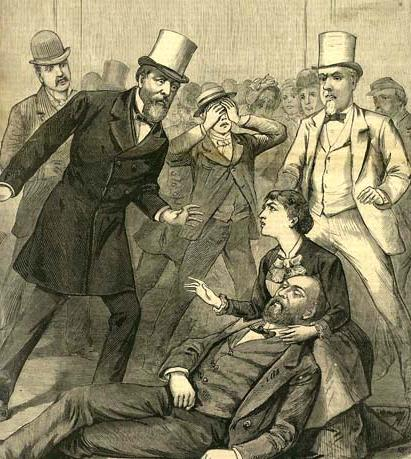
Diagrama contemporáneo del asesinato de Garfield. El secretario de Estado James G. Blaine esta parado a su derecha

Garfield tenía programado dejar Washington el 2 de julio de 1881, para sus vacaciones de verano conforme se había reportado en los periódicos de Washington, y Guiteau esperó por él en la Baltimore and Potomac Railroad Station en la esquina suroeste de la Calle 6 con Constitution Avenue en Washington. Garfield llegó a la estación en camino a su alma mater Williams College, donde estaba programado que diera un discurso antes de empezar sus vacaciones. Estaba acompañado por sus hijos James y Harry, y por el Secretario de Estado James G. Blaine; el Secretario de Guerra Robert Todd Lincoln lo esperaba en la estación. Garfield no tenía guardaespaldas ni ningún tipo de seguridad. Los primeros presidentes no los emplearon con la excepción de Abraham Lincoln durante la guerra de secesión.
Cuando Garfield entró a la sala de espera de la estación, Guiteau dio un paso hacia adelante y disparó a quemarropa al presidente por la espalda. Garfield gritó, "Dios mío, ¿qué es eso?", levantando sus brazos. Guiteau disparó nuevamente y Garfield colapsó. La primera bala rozó el hombro del presidente y la otra le dio en la espalda, atravesando la primera vértebra lumbar pero sin darle en la médula espinal antes de alojarse detrás de su páncreas. Guiteau guardó su pistola en su bolsillo y salió para alejarse en un taxi que tenía esperándolo fuera de la estación pero chocó con el policía Patrick Kearney, quien estaba entrando en la estación luego de escuchar el sonido de los disparos.
Kearney arrestó a Guiteau y estuvo tan alterado por haber arrestado al hombre que disparó al presidente que olvidó quitarle el revólver hasta que llegaron a la estación de policía. Kearney pidió, "En nombre de Dios, hombre, ¿para qué le disparaste al presidente?" Guiteau respondió, "Soy un  Stalwart, y quiero a Arthur como Presidente." La muchedumbre que se formó rápidamente empezó a gritar para que lo linchen pero Kearney y varios otros oficiales de policía se llevaron al asesino a la estación de policía a unas cuantas cuadras. Cuando se rindió ante las autoridades, Guiteau pronunció las exultantes palabras, repetidas en todos lados: "¡Soy un Stalwart de los Stalwarts! ¡Lo hice, y quiero que me arresten! ¡Arthur es Presidente ahora!" Esta declaración brevemente llevó a sospechas infundadas de que el vicepresidente Chester A. Arthur o sus partidarios impulsaron a Guiteau a cometer el crimen.
Los Stalwarts eran una facción republicana leal al Senador Roscoe Conkling; ellos apoyaban a Grant para un tercer periodo en 1880 y se oponían fuertemente a los Half-Breeds de Blaine. Garfield no estaba afiliado a ninguna de las facciones, pero Blaine había dado su apoyo a Garfield una vez que se hizo evidente de que aquél no podría ganar la nominación presidencial. Arthur, un aliado de Conkling, había sido seleccionado como el compañero de plancha de Garfield para balancear ambas facciones. Autodeclarado como Stalwart, Guiteau se convenció a sí mismo que sacando a Garfield, estaba dando un golpe que uniría a las dos facciones del Partido Republicano.

### Tratamiento y muerte

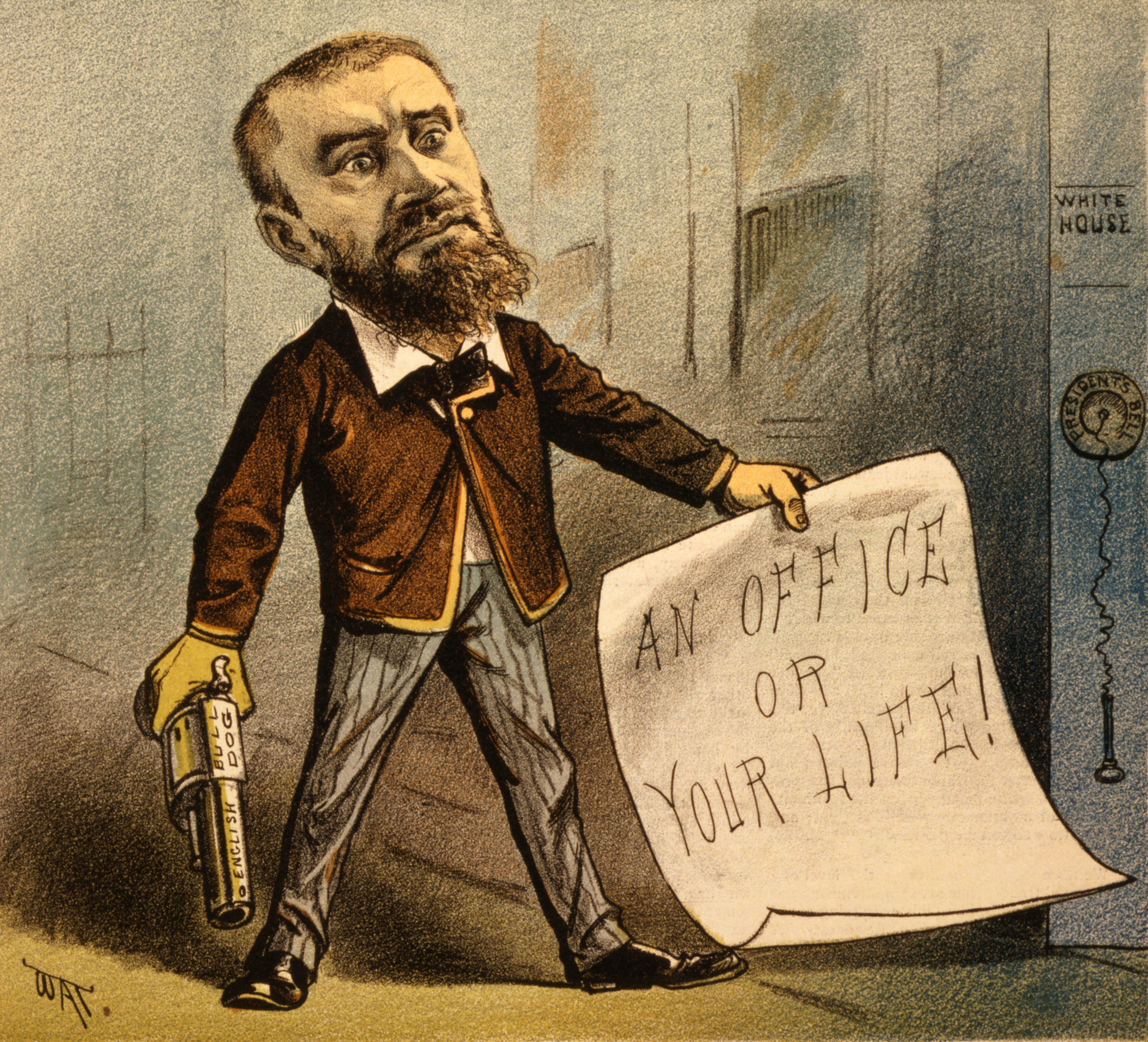
Caricatura política de 1881 de Guiteau; la leyenda del dibujo dice "Modelo de postulante a un cargo público"

Garfield fue llevado a los altos de la estación, consciente pero en choque circulatorio. Una bala se mantuvo alojada en su cuerpo, pero los doctores no pudieron encontrarla. Robert Lincoln estaba muy molesto, recordando el asesinato de su padre, Abraham Lincoln, dieciséis años antes; dijo, "Cuántas horas de pesar he pasado en esta ciudad."
Garfield fue trasladado de vuelta a la Casa Blanca, y los doctores le dijeron que no sobreviviría la noche. Sin embargo, se mantuvo consciente y alerta. La siguiente mañana, sus señales vitales eran buenas y los doctores empezaron a tener esperanzas sobre su recuperación. Una larga vigilia se inició y los doctores de Garfield expidieron boletines regulares que el público estadounidense siguió de cerca durante todo el verano de 1881. La condición de Garfield fluctuó; las fiebres llegaron y se fueron, le costaba digerir alimentos sólidos y se mantuvo la mayor parte del verano alimentándose sólo con líquidos.
Los ingenieros de la Armada equiparon un aire acondicionado en un esfuerzo de aliviar a Garfield del calor de un verano en Washington. Los ventiladores hacían soplar aire frío a partir de hielo introducido en una gran caja de metal, y el aparato funcionó lo suficientemente bien para bajar la temperatura 6 grados centígrados respecto a la temperatura exterior. Los doctores continuaron investigando la herida de Garfield con instrumentos sin esterilizar, en un intento por encontrar la bala, y Alexander Graham Bell ideó un detector de metales especial para encontrarla. No tuvo éxito debido parcialmente a la cama de metal de Garfield que hacía que el instrumento no funcione correctamente, y parcialmente debido a que el autonombrado médico en jefe Doctor Willard Bliss permitió que Bell utilizara el aparato sólo en el lado derecho de Garfield, donde él insistía en que se encontraba alojada la bala. Los siguientes tests de Bell indicaron que su detector de metal funcionaba bien y que habría encontrado la bala si se le hubiera permitido utilizar el aparato en el lado izquierdo de Garfield.

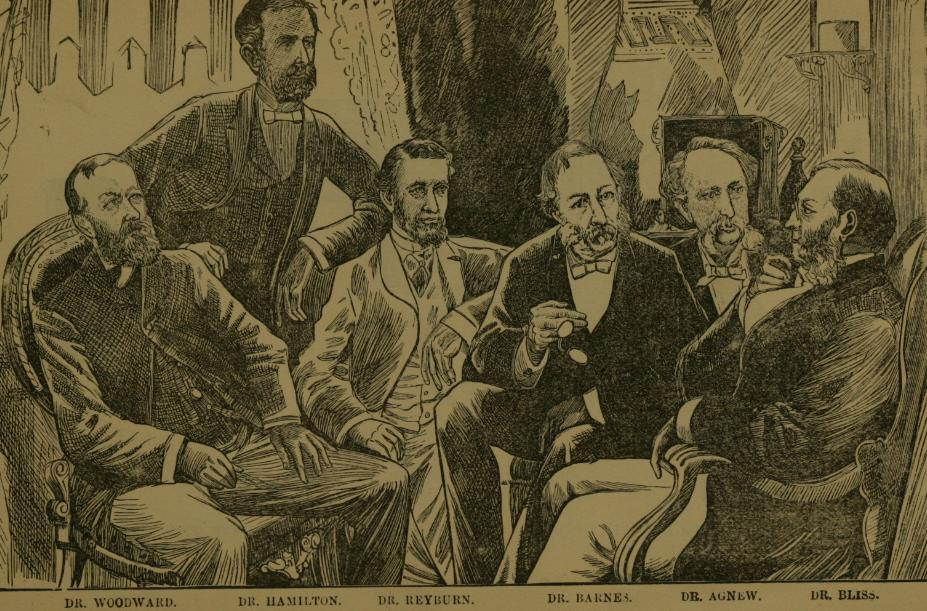
Los doctores discutiendo las heridas de Garfield

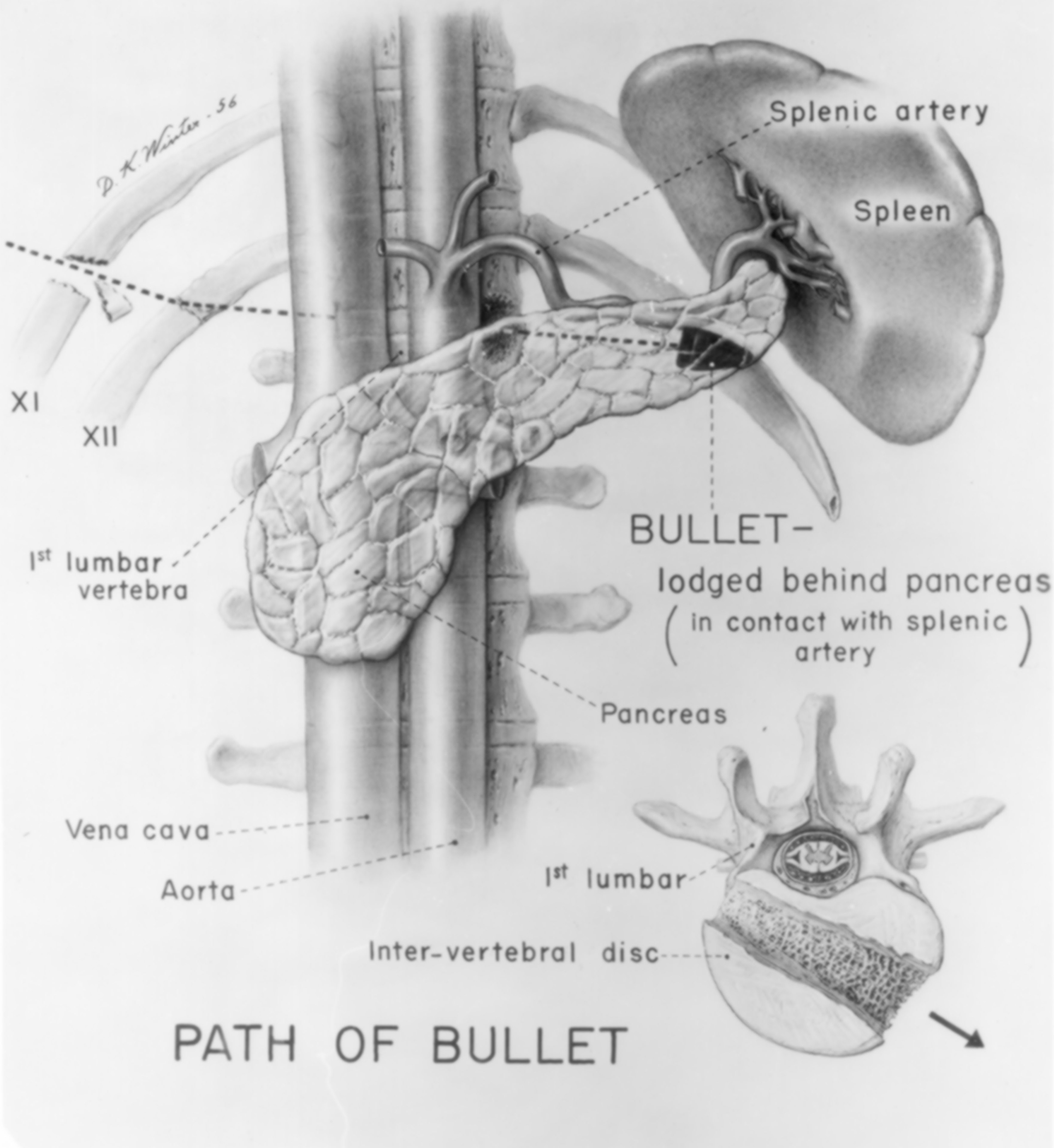
Camino de la bala que hirió a Garfield

El 29 de julio, Garfield se reunió con su gabinete en una sola ocasión durante su tratamiento médico. Los miembros tenían instrucciones estrictas de los doctores de no discutir nada que lo molestase. Garfield se puso muy enfermo en un periodo de varias semanas debido a la infección, que causó que su corazón se debilitase. Se mantuvo postrado en la cama, con fiebres y dolores extremos. Bajó de peso desde los 95 kilos que pesaba hasta 58 debido a su incapacidad de ingerir alimentos sólidos. Se le aplicaron enemas nutritivos en un intento de alargar su vida debido a que no podía digerir la comida. La sepsis e infección se presentaron y el presidente sufrió de alucinaciones por un tiempo. Aparecieron por todo su cuerpo abscesos llenos de pus a medida que las infecciones aumentaron.
La condición de Garfield empeoró bajo el opresivo clima de verano en Washington. El 6 de septiembre, Garfield fue trasladado en tren a Elberon (entonces parte de Long Branch) en la costa de Nueva Jersey, donde voluntarios construyeron un camino de la noche a la mañana desde la estación hasta la cabaña Francklyn, una mansión en la orilla que fue destinada a su uso. La intención era ayudar al presidente a escapar del calor y la humedad de Washington en la vana esperanza de que el aire fresco y la quietud ayudaran a su recuperación. Garfield fue instalado en una cama frente a una ventana con una vista de la playa y el océano. Nuevas infecciones se presentaron así como espasmos de angina. Garfield murió de la rotura de un aneurisma en la arteria esplénica, siguiendo a la sepsis y neumonía bronquial a las 10:35 p. m. del lunes 19 de septiembre de 1881 en Elberon, Nueva Jersey, dos meses antes de su cumpleaños 50. Durante los 79 días entre el disparo y su muerte, el único acto oficial de Garfield fue firmar un pedido para la extradición de un falsificador que fue apresado luego de que huyera a Canadá.
La mayoría de historiadores y expertos médicos hoy creen que Garfield probablemente hubiera sobrevivido sus heridas si los médicos hubieran sido más capaces. Sin embargo, la mayoría de doctores estadounidenses de la época no creían en medidas antisépticas o en la necesidad de limpieza para prevenir infecciones. Muchos insertaron sus dedos sin lavar en la herida para buscar la bala y un doctor pinchó el hígado de Garfield en su intento. También, Bliss había suplantado al médico de Garfield Jedediah Hyde Baxter. Bliss y los otros doctores que atendieron a Garfield se equivocaron respecto del camino de la bala en su cuerpo. Ellos buscaron en lado derecho de su espalda en vez del izquierdo, perdiendo la ubicación de la bala pero creando un nuevo canal que se llenó de pus. La autopsia descubrió este error y reveló neumonía en ambos pulmones y un cuerpo que estaba lleno de pus debido a una sepsis no controlada. La narrativa convencional con respecto a la condición médica de Garfield luego del atentado fue cuestionado por Theodore Pappas y Shahrzad Joharifard en un artículo del 2013 en The American Journal of Surgery. En él, argumentaron que el presidente murió de una ruptura tardía de un pseudoaneurisma en la arteria esplénica, que se desarrolló de manera secundaria en el camino de la bala adyacente a la arteria esplénica. También argumentaron que su sepsis fue realmente causada por una colecistitis post-traumática aguda y sin cálculos (inflamación de la vejiga). Basado en el reporte de la autopsia, los autores especulan que la vejiga de Garfield se rompió, llevando al desarrollo de un gran absceso lleno de bilis que se formó adyacente a la vejiga. Pappas y Joharifard dijeron que esto causó el declive séptico en la condición de Garfield que fue visible desde el 23 de julio de 1881.

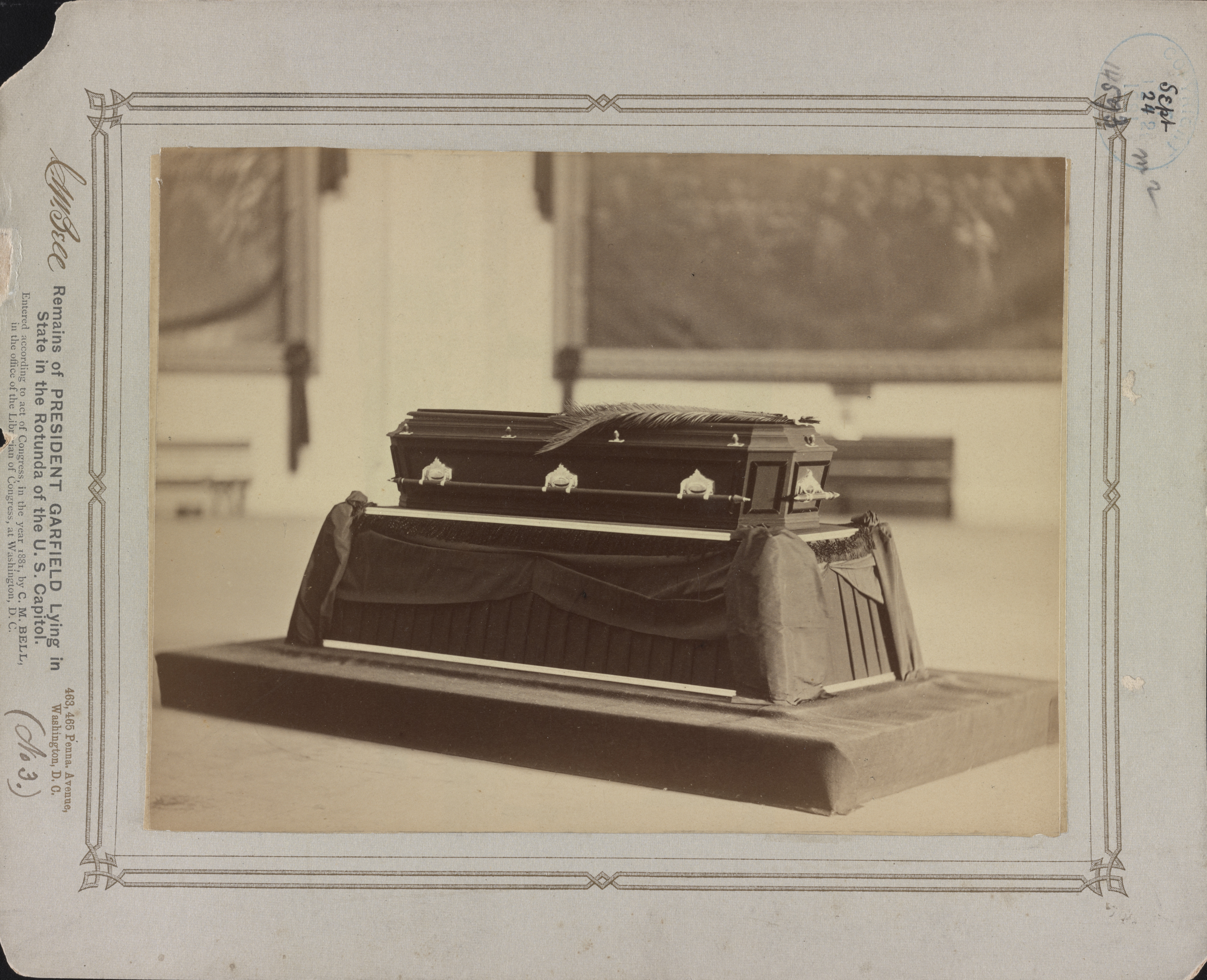
Ataúd de Garfield siendo velado en la rotonda del Capitolio

El vicepresidente Arthur estaba en su casa en Nueva York cuando le llegó la noticia de la muerte de Garfield la noche del 19 de septiembre. Dijo, "Espero, Dios mío, espero que sea un error", pero la confirmación vía telegrama llegó poco después. Arthur fue investido temprano en la mañana del 20 de septiembre, y tomó el juramento presidencial de John R. Brady, un juez de la Corte Suprema de Nueva York. Arthur luego partió hacia Long Branch para prestar sus respetos a la Señora Garfield antes de ir a Washington.
El cadáver de Garfield fue llevado a Washington, donde fue velado por dos días en la rotonda del Capitolio antes de ser llevado a Cleveland, Ohio, donde se llevó a cabo el funeral el 26 de septiembre.

## Juicio y ejecución
Guiteau fue juzgado en noviembre, representado por su cuñado George Scolville. Recibió gran atención mediática durante su juicio por su comportamiento extraño, incluyendo constantes insultos a sus defensores, brindando sus testimonios en poemas épicos que él mismo recitaba y solicitando consejo legal de espectadores aleatorios en la audiencia a través de notas de papel. Guiteau señaló que él no era culpable porque el asesinato de Garfield fue la voluntad de Dios y que él solo fue un instrumento de ella. Cantó "John Brown's Body" a la corte. Dictó una autobiografía al New York Herald, terminándola con un anuncio personal para una agradable dama cristiana de menos de 30 años. Ignoraba la rabia del público estadounidense y el odio hacia él incluso luego de que fuera casi asesinado dos veces - una mientras estuvo en prisión y otra cuando era trasladado ahí. En un punto, Guiteau argumentó que Garfield fue asesinado no por él sino por la mala práctica médica: "Niego el asesinato, si su señoría lo permite. Admito el disparo." Estaba recluido en St. Elizabeths Hospital en el cuadrante suroriental de Washington D. C., durante el juicio y hasta su ejecución.
El juicio de Guiteau fue uno de los primeros casos de alto perfil en los Estados Unidos donde la defensa por insania se consideró. Guiteau insistió vehementemente que había sido declarado legalmente loco al tiempo del atentado, pero que no estaba real y médicamente loco, lo que causó un gran desencuentro con sus abogados defensores, y que probablemente contribuyó a la impresión del jurado de que Guiteau estaba sólo tratando de negar su responsabilidad.
Guiteau estuvo haciendo planes para empezar un tour de conferencias luego de que se le liberara y se postularía él mismo a presidente en 1884. Al mismo tiempo, se encontraba encantado con el circo mediático que se armó alrededor de su juicio. Guiteau se desmayó cuando el jurado no se convenció de su inspiración divina, declarándolo culpable del asesinato de Garfield el 25 de enero de 1882 y sentenciándolo a muerte. El apeló, pero su apelación fue rechazada y fue ahorcado el 30 de junio de 1882, apenas dos días después del primer aniversario del atentado, en el Distrito de Columbia. Guiteau bailó en su camino al cadalso y se despidió de la audiencia, dio un apretón de manos a su verdugo y, como último pedido, recitó un poema que había escrito llamado "I am Going to the Lordy". Pidió que una orquesta tocara mientras él cantaba el poema pero le fue denegado. Luego, tras acordarlo con el verdugo, Guiteau anunció que estaba listo para morir tirando el papel al suelo.

## Consecuencias

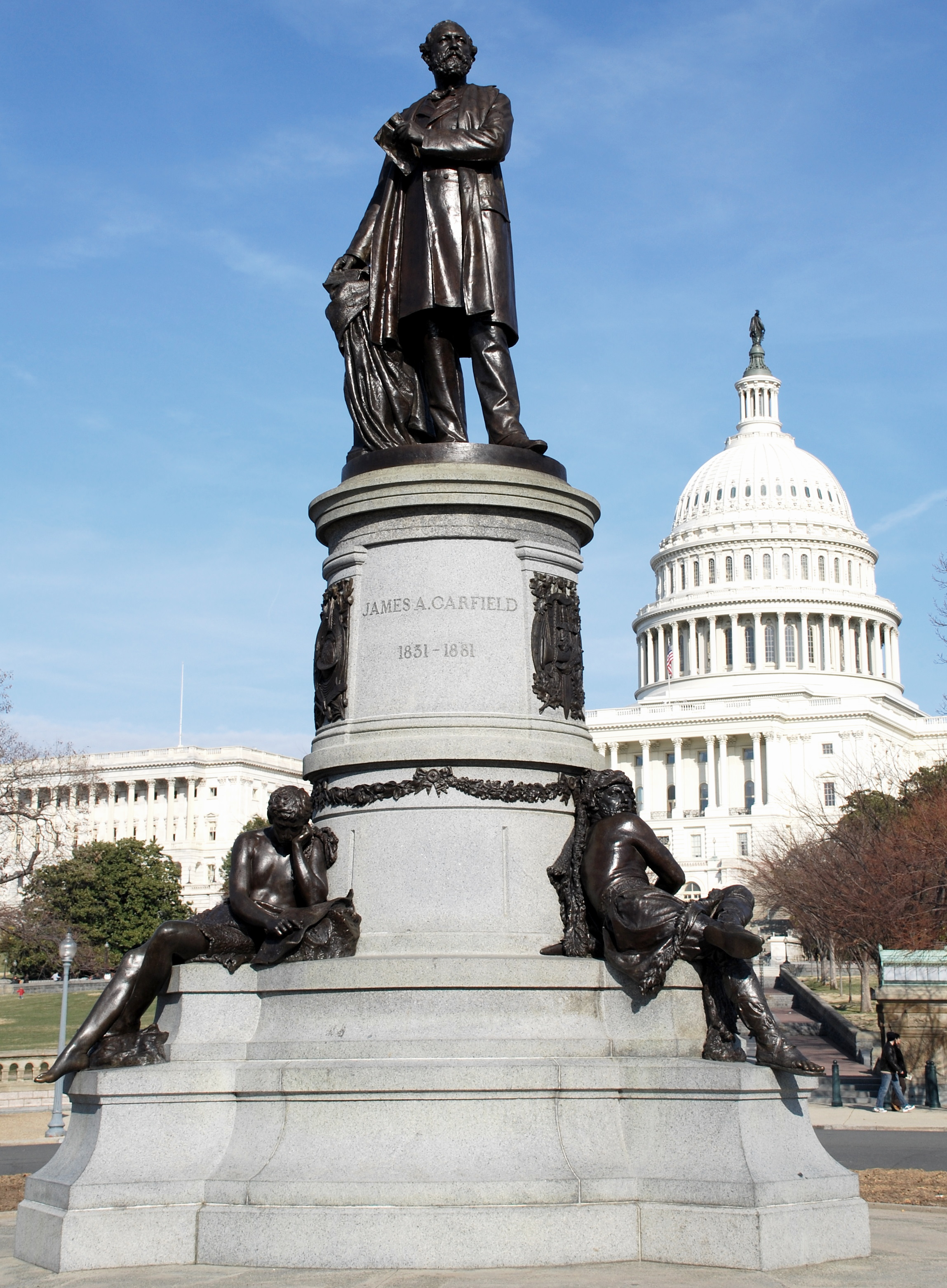
El monumento a James A. Garfield en los jardines del Capitolio de los Estados Unidos

Parte del cerebro de Guiteau fue preservado y está en exhibición en el Mütter Museum en el College of Physicians de Filadelfia. Los huesos de Guiteau y más de su cerebro, así como la columna de Garfield y unas costillas, se mantienen en el National Museum of Health and Medicine, en el Forest Glen Annex del Ejército en Silver Spring, Maryland. El asesinato de Garfield fue instrumental para la aprobación de la Pendleton Civil Service Reform Act el 16 de enero de 1883. El mismo Garfield había hablado de la reforma del servicio civil en su discurso de investidura y la apoyó como presidente en la creencia de que haría que el gobierno sea más eficiente. Fue aprobado como una suerte de homenaje al finado presidente. Arthur perdió la nominación republicana en 1884 ante Blaine, quien perdió una elección ajustada ante el demócrata Grover Cleveland.

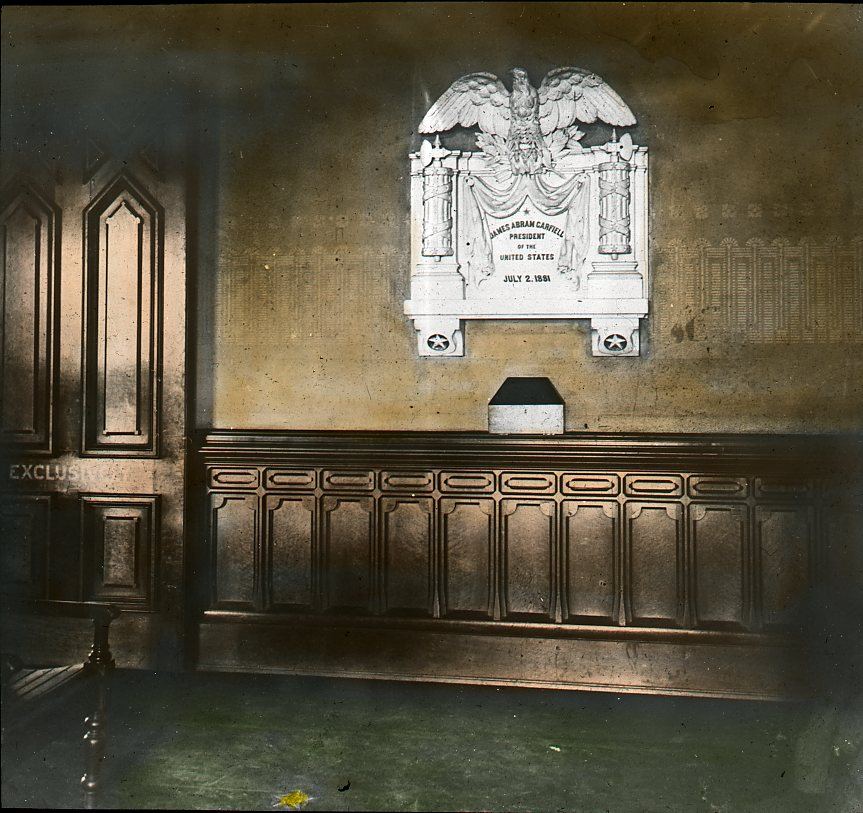
Memorial al presidente Garfield en la antigua estación de trenes. La estrella dorada en el piso marca el lugar donde fue disparado.

La Baltimore and Potomac Railroad Station fue posteriormente demolida. El lugar hoy está ocupada por el edificio oeste de la Galería Nacional de Arte. El Servicio de Parques Nacionales en el 2018 ubicó señales permanentes al borde del camino para marcar el lugar del asesinato y homenajear a Garfield. Unas cuadras más adelante, el monumento a James A. Garfield se levanta en la esquina suroeste de los jardines del Capitolio.
La cuestión de la discapacidad presidencial no fue tocada. El Artículo II, sección 1, cláusula 6 de la Constitución dice que en caso de "incapacidad [del presidente] para ejercer los poderes y deberes de esa oficina, los mismos deben delegarse en el vicepresidente", pero no da más instrucciones sobre qué constituye incapacidad o cómo se debe determinar la incapacidad del presidente. Garfield estuvo postrado en su lecho por 79 días sin ejercer ninguno de los deberes de su cargo con excepción de la firma de un papel de extradición, pero esto no probó ser una dificultad debido a que en el siglo XIX el gobierno federal efectivamente cerraba durante el verano de todas maneras. Durante el periodo de Garfield el Congreso no estaba sesionando y hubo poca labor para el presidente. Blaine sugirió que el gabinete declare a Arthur como presidente en funciones, pero esta opción fue rechazada por unanimidad, incluyendo el voto del mismo Arthur, quien no quería ser percibido como ansioso por tomar el poder.

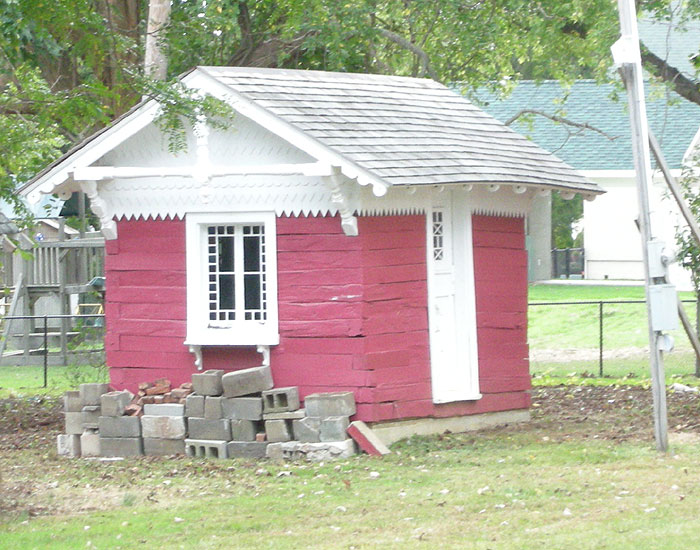
La Garfield Tea House en octubre del 2007

El Congreso no se ocupó del problema sobre qué hacer si un presidente estaba vivo pero incapacitado como estuvo Garfield ni trató la cuestión treinta y ocho años después cuando Woodrow Wilson sufrió un accidente cerebrovascular que lo puso en coma por días y lo dejó parcialmente paralizado y ciego en un ojo en el último año y medio de su presidencia. La vigesimoquinta enmienda fue ratificada en 1967 y proveyó un procedimiento oficial cuando se reconoce la incapacidad del presidente.
El asesinato de Lincoln tuvo lugar apenas dieciséis años antes durante las etapas finales de la guerra civil. Por otro lado, el gobierno de Garfield estuvo marcado (mayormente) por ser pacífico y una complacencia general con relación a la seguridad presidencial se había desarrollado en este tiempo. Garfield, como muchos otros presidentes, usualmente prefería interactuar directamente con el público y aunque es seguro que existía alguna forma de seguridad, un plan comprensivo de seguridad no había sido considerado seriamente ni por el Congreso ni el presidente. Notablemente, no sería hasta el asesinato de William McKinley unos 20 años más tarde cuando el Congreso encargaría finalmente al Servicio Secreto (establecido para prevenir la falsificación) con la responsabilidad de asegurar la seguridad personal del Presidente.
La Garfield Tea House, construida por los ciudadanos de Long Branch, Nueva Jersey, con los durmientes ferroviarios que habían sido tendidos específicamente para darle acceso ferroviario a Garfield a su pueblo aún se mantiene en pie.